# Longgang
För andra betydelser, se Longgang (olika betydelser).
Longgang är ett stadsdistrikt och säte för stadsfullmäktige i Huludao i Liaoning-provinsen i nordöstra Kina. Det ligger omkring 240 kilometer sydväst om provinshuvudstaden Shenyang. 